# Campionat de Catalunya de bàsquet masculí
El Campionat de Catalunya de basquetbol va ser una competició catalana de bàsquet, organitzada per la Federació Catalana de Basquetbol, que es disputà des dels anys 20 fins als finals dels 50. Fou la competició degana a tot l'Estat Espanyol i la lliga més important que es disputà fins a la seva desaparició l'any 1957, tot just coincidint amb el naixement de la Lliga espanyola. El campió es classificava directament per la Copa d'Espanya. L'equip dominador de la competició fou el FC Barcelona amb 9 títols.

## Primera Categoria

### Historial
| En negreta = Equip guanyador (1) = Nombre de campionats |

| Edició                                                                     | Data    | Campió                | Resultat | Subcampió         | Seu                      | refs. |
| -------------------------------------------------------------------------- | ------- | --------------------- | -------- | ----------------- | ------------------------ | ----- |
| I (detalls)                                                                | 1923    | SS Patrie (1)         | 8-4      | Barcelona BBC     | Estadi Català, Barcelona | [ 2 ] |
| II (detalls)                                                               | 1924    | CE Europa (1)         | lligueta | FC Martinenc      | N/D                      |       |
| III (detalls)                                                              | 1925    | FC Martinenc (1)      | lligueta | CE Europa         | N/D                      |       |
| IV (detalls)                                                               | 1926    | CE Europa (2)         | lligueta | Laietà SC         | N/D                      |       |
| V (detalls)                                                                | 1927    | FC Martinenc (2)      | lligueta | FC Gràcia         | N/D                      |       |
| VI (detalls)                                                               | 1928    | Laietà SC (1)         | lligueta | FC Barcelona      | N/D                      |       |
| VII (detalls)                                                              | 1929    | Laietà SC (2)         | lligueta | SS Patrie         | N/D                      |       |
| VIII (detalls)                                                             | 1930    | SS Patrie (2)         | lligueta | Laietà SC         | N/D                      |       |
| IX (detalls)                                                               | 1931    | CD Espanyol (1)       | lligueta | Juventus AC       | N/D                      |       |
| X (detalls)                                                                | 1932    | CD Espanyol (2)       | lligueta | Juventus AC       | N/D                      |       |
| XI (detalls)                                                               | 1933    | Juventus AC (1)       | lligueta | Iluro BC          | N/D                      |       |
| XII (detalls)                                                              | 1934    | Iluro BC (1)          | lligueta | CD Espanyol       | N/D                      |       |
| XIII (detalls)                                                             | 1935    | SS Patrie (3)         | lligueta | Laietà SC         | N/D                      |       |
| XIV (detalls)                                                              | 1936    | SS Patrie (4)         | lligueta | AB Júniors        | N/D                      |       |
| No es disputà entre 1937 i 1939 per l'esclat de la Guerra Civil Espanyola. |         |                       |          |                   |                          |       |
| XV (detalls)                                                               | 1940    | CB L'Hospitalet (1)   | lligueta | CB Atlético       | N/D                      |       |
| XVI (detalls)                                                              | 1941    | CB L'Hospitalet (2)   | lligueta | RCD Espanyol      | N/D                      |       |
| XVII (detalls)                                                             | 1942    | FC Barcelona (1)      | lligueta | CE Laietà         | N/D                      |       |
| XVIII (detalls)                                                            | 1943    | FC Barcelona (2)      | lligueta | CE Laietà         | N/D                      |       |
| XIX (detalls)                                                              | 1944    | CE Laietà (3)         | 30-20    | FC Barcelona      | Sala Price, Barcelona    |       |
| XX (detalls)                                                               | 1945    | FC Barcelona (3)      | lligueta | CE Laietà         | N/D                      |       |
| XXI (detalls)                                                              | 1946    | FC Barcelona (4)      | lligueta | CE Laietà         | N/D                      |       |
| XXII (detalls)                                                             | 1946-47 | FC Barcelona (5)      | lligueta | UE Montgat        | N/D                      | [ 5 ] |
| XXIII (detalls)                                                            | 1947-48 | FC Barcelona (6)      | lligueta | Joventut Badalona | N/D                      | [ 6 ] |
| XXIV (detalls)                                                             | 1948-49 | Joventut Badalona (1) | lligueta | FC Barcelona      | N/D                      | [ 7 ] |
| XXV (detalls)                                                              | 1950    | FC Barcelona (7)      | lligueta | Joventut Badalona | N/D                      |       |
| XXVI (detalls)                                                             | 1951    | FC Barcelona (8)      | lligueta | Joventut Badalona | N/D                      |       |
| XXVII (detalls)                                                            | 1952    | Joventut Badalona (2) | lligueta | CB Sant Josep     | N/D                      |       |
| XXVIII (detalls)                                                           | 1953    | Joventut Badalona (3) | 51-38    | FC Barcelona      | La Monumental, Barcelona |       |
| XXIX (detalls)                                                             | 1954    | Joventut Badalona (4) | lligueta | RCD Espanyol      | N/D                      |       |
| XXX (detalls)                                                              | 1955    | FC Barcelona (9)      | lligueta | Joventut Badalona | N/D                      |       |
| XXXI (detalls)                                                             | 1955-56 | CB Aismalíbar (1)     | lligueta | Joventut Badalona | N/D                      |       |
| XXXII (detalls)                                                            | 1956-57 | Joventut Badalona (5) | lligueta | CB Aismalíbar     | N/D                      | [ 8 ] |

### Palmarès
| Equip                        | Campió | Subcampió | Total | Anys campió                                          | Anys subcampió                           |
| ---------------------------- | ------ | --------- | ----- | ---------------------------------------------------- | ---------------------------------------- |
| FC Barcelona                 | 9      | 4         | 13    | 1942, 1943, 1945, 1946, 1947, 1948, 1950, 1951, 1955 | 1928, 1944, 1949, 1953                   |
| Club Joventut de Badalona    | 5      | 5         | 10    | 1949, 1952, 1953, 1954, 1957                         | 1948, 1950, 1951, 1955, 1956             |
| Société Patrie               | 4      | 1         | 5     | 1923, 1930, 1935, 1936                               | 1929                                     |
| Club Esportiu Laietà         | 3      | 7         | 10    | 1928, 1929, 1944                                     | 1926, 1930, 1935, 1942, 1943, 1945, 1946 |
| Reial Club Deportiu Espanyol | 2      | 3         | 5     | 1931, 1932                                           | 1934, 1941, 1954                         |
| Club Esportiu Europa         | 2      | 1         | 3     | 1924, 1926                                           | 1925                                     |
| Futbol Club Martinenc        | 2      | 1         | 3     | 1925, 1927                                           | 1924                                     |
| Club Bàsquet L'Hospitalet    | 2      | 1         | 3     | 1940, 1941                                           | 1936                                     |
| Juventus Atlètic Club        | 1      | 2         | 3     | 1933                                                 | 1931, 1932                               |
| Iluro Bàsquet Club           | 1      | 1         | 2     | 1934                                                 | 1933                                     |
| Club Bàsquet Aismalíbar      | 1      | 1         | 2     | 1956                                                 | 1957                                     |
| Barcelona BBC                | 0      | 1         | 1     | —                                                    | 1923                                     |
| Futbol Club Gràcia           | 0      | 1         | 1     | —                                                    | 1927                                     |
| Club Bàsquet Atlético        | 0      | 1         | 1     | —                                                    | 1940                                     |
| Unió Esportiva Montgat       | 0      | 1         | 1     | —                                                    | 1947                                     |
| Club Bàsquet Sant Josep      | 0      | 1         | 1     | —                                                    | 1952                                     |

## Segona Categoria
El segon nivell del campionat català masculí de basquetbol ha rebut diverses denominacions amb el pas de la història: Campionat de Segona Categoria/Segona Divisió o Campionat de Primera Categoria B.

### Historial
| En negreta = Equip guanyador (1) = Nombre de campionats |

| Edició                                                                     | Data | Campió                            | Subcampió                      | Refs.         |
| -------------------------------------------------------------------------- | ---- | --------------------------------- | ------------------------------ | ------------- |
| I (detalls)                                                                | 1925 | Gimnàs Tiberghien (1)             | CADCI                          | [ 9 ]         |
| II (detalls)                                                               | 1926 | Gràcia FC (1)                     | Gimnàs Tiberghien              | [ 9 ]         |
| No es disputà el campionat de segona categoria l'any 1927.                 |      |                                   |                                |               |
| III (detalls)                                                              | 1928 | RCD Espanyol (1)                  | Unió Cristiana de Joves        | [ 9 ]         |
| IV (detalls)                                                               | 1929 | Juventus AC (1)                   | Gimnàstica Badalona            | [ 9 ]         |
| V (detalls)                                                                | 1930 | Unió Cristiana de Joves (1)       | Gimnàstica Badalona            | [ 9 ]         |
| VI (detalls)                                                               | 1931 | Iluro SC (1)                      | Associació Esportiva Mataró    | [ 9 ]         |
| VI (detalls)                                                               | 1932 | Penya Coratge (1)                 | Centre Catòlic de l'Hospitalet | [ 9 ]         |
| VIII (detalls)                                                             | 1933 | Manresa BB (1)                    | Unió Cristiana de Joves        | [ 9 ]         |
| IX (detalls)                                                               | 1934 | 2a Comandància d'Intendència (1)  | Atlètic Bàsquet Júniors        | [ 9 ]         |
| X (detalls)                                                                | 1935 | Unió Manresana (1)                | Unió Social Cornellà           | [ 9 ]         |
| XI (detalls)                                                               | 1936 | Juventus AC (2)                   | Centre Catòlic de l'Hospitalet | [ 9 ]         |
| No es disputà entre 1937 i 1939 per l'esclat de la Guerra Civil Espanyola. |      |                                   |                                |               |
| XII (detalls)                                                              | 1940 | CB Ripollet (1)                   | CB Santfeliuenc                | [ 9 ]         |
| XIII (detalls)                                                             | 1941 | Club Joventut de Badalona (1)     | CE Sabadell                    | [ 9 ]         |
| XIV (detalls)                                                              | 1942 | UE Sants (1)                      | Bàsquet Institució Montserrat  | [ 9 ]         |
| XV (detalls)                                                               | 1943 | UE Montgat (1)                    | Centre Catòlic de l'Hospitalet | [ 9 ]         |
| XVI (detalls)                                                              | 1944 | JACE Calella (1)                  | Círcol Catòlic Badalona        | [ 10 ]        |
| XVII (detalls)                                                             | 1945 | CP Sant Josep (1)                 | UGE Badalona                   | [ 11 ]        |
| XVIII (detalls)                                                            | 1946 | CE Mediterrani (1)                | CB Ripollet                    | [ 12 ]        |
| XIX (detalls)                                                              | 1947 | Bàsquet Institució Montserrat (1) | Gimnàstic de Tarragona         | [ 13 ]        |
| XX (detalls)                                                               | 1948 | Club Gimnàstic de Tarragona (1)   | CP Sant Josep                  | [ 14 ]        |
| XXI (detalls)                                                              | 1949 | CE Sabadell (1)                   | CB Ripollet                    | [ 15 ]        |
| XXII (detalls)                                                             | 1950 | RCD Espanyol (2)                  | CB Santfeliuenc                | [ 16 ]        |
| XXIII (detalls)                                                            | 1951 | CB Sant Adrià (1)                 | CB Mollet                      | [ 17 ]        |
| XXIV (detalls)                                                             | 1952 | Hèrcules Les Corts (1)            | CE Laietà                      | [ 18 ]        |
| XXV (detalls)                                                              | 1953 | CB Metropolitano (1)              | Bàsquet Institució Montserrat  | [ 19 ]        |
| XXVI (detalls)                                                             | 1954 | Carol-Sabadell (1)                | CE Laietà                      | [ 20 ]        |
| XXVII (detalls)                                                            | 1955 | CB Aismalíbar (1)                 | UER Pineda                     | [ 21 ]        |
| XXVIII (detalls)                                                           | 1956 | CB Uralita de Cerdanyola (1)      | Bàsquet Institució Montserrat  | [ 22 ]        |
| XXIX (detalls)                                                             | 1957 | Agrupació La Salle Josepets (1)   | AC Josepets                    | [ 23 ] [ 24 ] |

### Palmarès
| Equip                         | Campió | Anys campió |
| ----------------------------- | ------ | ----------- |
| RCD Espanyol                  | 2      | 1928, 1950  |
| Juventus AC                   | 2      | 1929, 1936  |
| Gimnàs Tiberghien             | 1      | 1925        |
| Gràcia FC                     | 1      | 1926        |
| Unió Cristiana de Joves       | 1      | 1930        |
| Iluro SC                      | 1      | 1931        |
| Penya Coratge                 | 1      | 1932        |
| Manresa BB                    | 1      | 1933        |
| 2a Comandància d'Intendència  | 1      | 1934        |
| Unió Manresana                | 1      | 1935        |
| CB Ripollet                   | 1      | 1940        |
| Club Joventut de Badalona     | 1      | 1941        |
| UE Sants                      | 1      | 1942        |
| UE Montgat                    | 1      | 1943        |
| JACE Calella                  | 1      | 1944        |
| CP Sant Josep                 | 1      | 1945        |
| CE Mediterrani                | 1      | 1946        |
| Bàsquet Institució Montserrat | 1      | 1947        |
| Club Gimnàstic de Tarragona   | 1      | 1948        |
| CE Sabadell                   | 1      | 1949        |
| CB Sant Adrià                 | 1      | 1951        |
| Hèrcules Les Corts            | 1      | 1952        |
| CB Metropolitano              | 1      | 1953        |
| Carol-Sabadell                | 1      | 1954        |
| Club Bàsquet Aismalíbar       | 1      | 1955        |
| CB Uralita de Cerdanyola      | 1      | 1956        |
| Agrupació La Salle Josepets   | 1      | 1957        |